# Hubertus van Terwaan
Hubertus (overleden na 1081) was van 1078 tot 1081 bisschop van Terwaan. Over zijn jeugd en opleiding is niets met zekerheid bekend. Volgens de kroniekschrijver Simon van Gent beschikte hij over alle noodzakelijke kwaliteiten om een bisdom te leiden, maar al vlug na zijn verkiezing kwam hij conflict met zowel paus Gregorius VII als de Vlaamse graaf Robrecht de Fries. De paus verweet hem zijn lauw enthousiasme voor de Gregoriaanse hervorming. Anderzijds weigerde Hubertus abt Manasses van de Sint-Winoksabdij te wijden, omdat die zijn ambt door inmenging van de graaf verkregen had. Robrecht trok daarop zijn steun voor Hubertus in, waardoor deze alleen kwam te staan tegenover de paus. Hubertus maakte in 1081 een eind aan deze ongelijke strijd door af te treden als bisschop. Hij trok zich terug in Sint-Mommelijns, een dépendance van de Sint-Bertijnsabdij, waar hij zijn laatste levensjaren doorbracht in boete en gebed.